# Porte Saint-Antoine

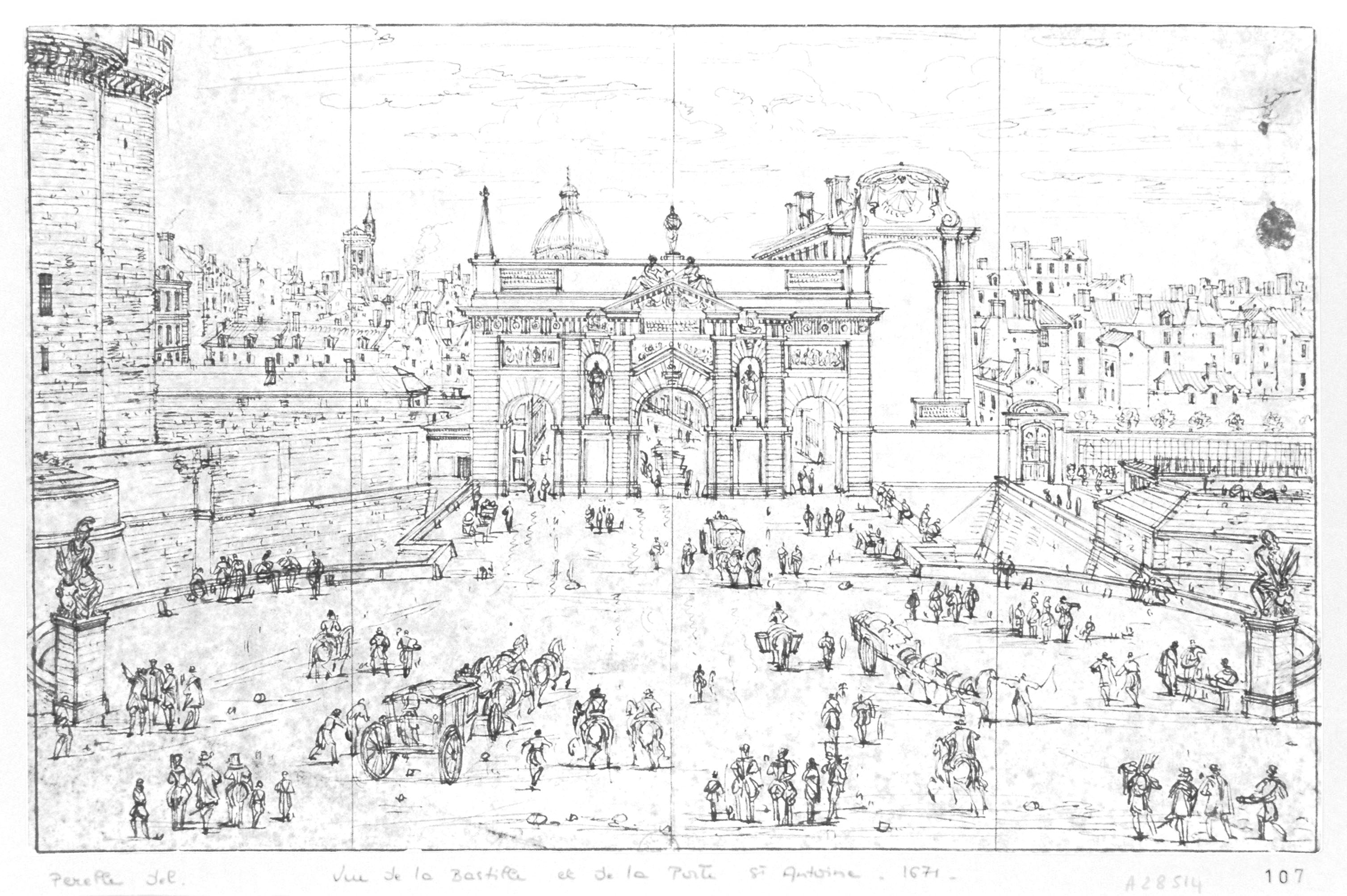
Brána na kresbě z roku 1671

Porte Saint-Antoine (tj. brána sv. Antonína) byla brána na východním okraji Paříže. Pod tímto názvem postupně vznikly dvě brány na dvou různých místech podél ulice Rue Saint-Antoine ve 4. obvodu. První brána pocházela z počátku 13. století, druhá, známější, která chránila pevnost Bastilu, vznikla v polovině 14. století.

## Historie

### První brána
Jedna z nejstarších cest města vedla od římských dob z centra tehdejší Paříže do Meaux a do Melunu. Na počátku této silnice v Paříži byla ulice Rue du Pourtour-Saint-Gervais (na západním konci dnešní Rue François-Miron), která vedla k městským hradbám, založeným v 10. století poblíž dnešního náměstí Place Baudoyer. Za hradbou měla silnice název Rue Saint-Antoine, protože vedla ke klášteru Saint-Antoine-des-Champs (na místě dnešní nemocnice Saint-Antoine ve 12. obvodu) založeném na počátku 13. století. Když Filip II. August nechal vystavět nové hradby, vznikla i brána Saint-Antoine, zhruba 450 metrů za původní branou v úrovni domu č. 101 na Rue Saint-Antoine, východně od křižovatky s Rue de Sévigné, před současným kostelem Saint-Paul-Saint-Louis. Tato brána se také někdy nazývala také porte Baudoyer nebo porte Baudet. Byla zbořena v roce 1382 kvůli snazšímu provozu.

### Druhá brána
V roce 1356 nařídil král Karel V. výstavbu nových hradeb na pravém břehu, které nahradily opevnění Filipa Augusta. V hradbách vzniklo šest bran, mezi nimi Porte Saint-Antoine, která byla chráněna dvěma věžemi. Byla umístěna na konci Rue Saint-Antoine, za příkopy Bastily na současném Place de la Bastille.
Za branou mimo město začala vznikat nová čtvrť-předměstí Faubourg Saint-Antoine připojené v roce 1702 k městu. Protože brána již v 18. století přestala plnit svou ochrannou funkci a začala překážet vzrůstajícímu provozu, byla v roce 1778 zbořena.